# Felsische Minerale
Die Bezeichnung felsische Minerale (veraltet: sialische Minerale) ist ein Sammelbegriff für die gesteinsbildenden Silikatminerale Quarz, Feldspat und die Minerale der Foidgruppe. Das Wort felsisch ist ein Kofferwort aus Feldspat und Silica, während sialisch aus Silicium und Aluminium, den kennzeichnenden Elementen von Quarz bzw. Feldspäten und Foiden, zusammengezogen ist.
Felsische Minerale weisen meist eine helle Färbung auf, weshalb man sie auch als helle Minerale bezeichnet. Die Färbung allein stellt jedoch kein hinreichendes Identifikationsmerkmal dar. So wird z. B. Calcit, ein Karbonatmineral, von Laien gern mit Quarz verwechselt.
Magmatische Gesteine mit einem hohen Anteil an felsischen Mineralen bezeichnet man als leukokrate Gesteine, saure Gesteine oder Felsite. Die meisten in der Erdkruste vorkommenden magmatischen Gesteine werden im QAPF- bzw. Streckeisendiagramm anhand ihrer Anteile an bestimmten felsischen Mineralen klassifiziert.

## Bildergalerie

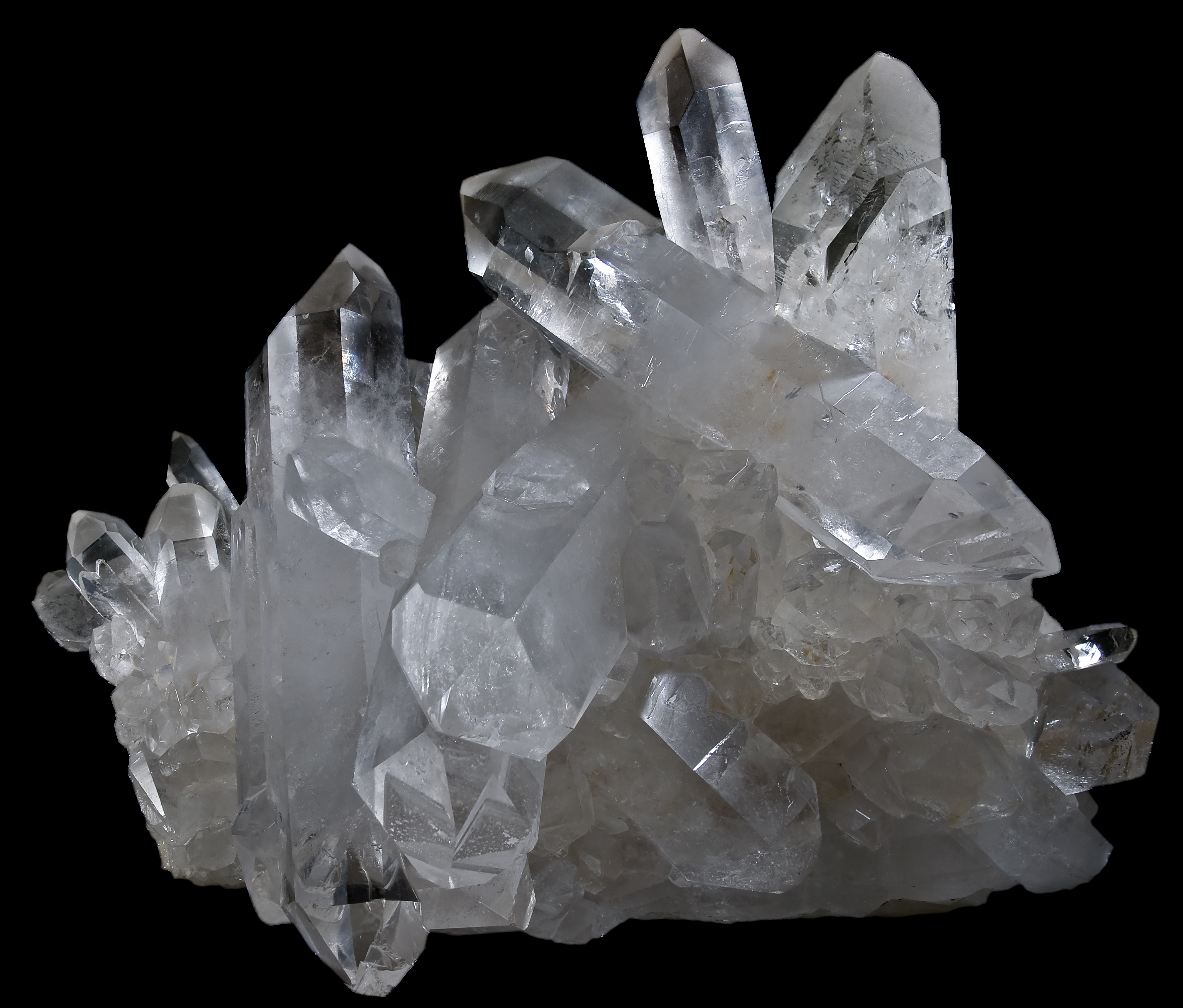
Quarz
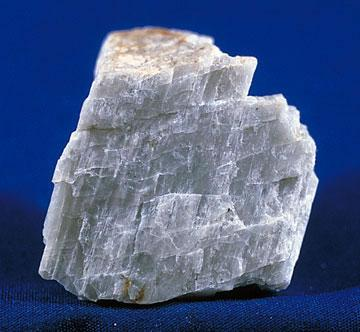
Plagioklas (ein Feldspat)
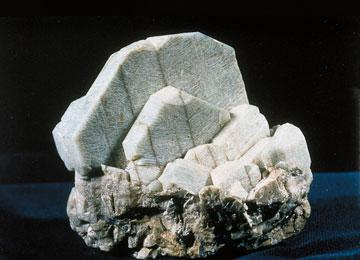
Mikroklin (ein Feldspat)
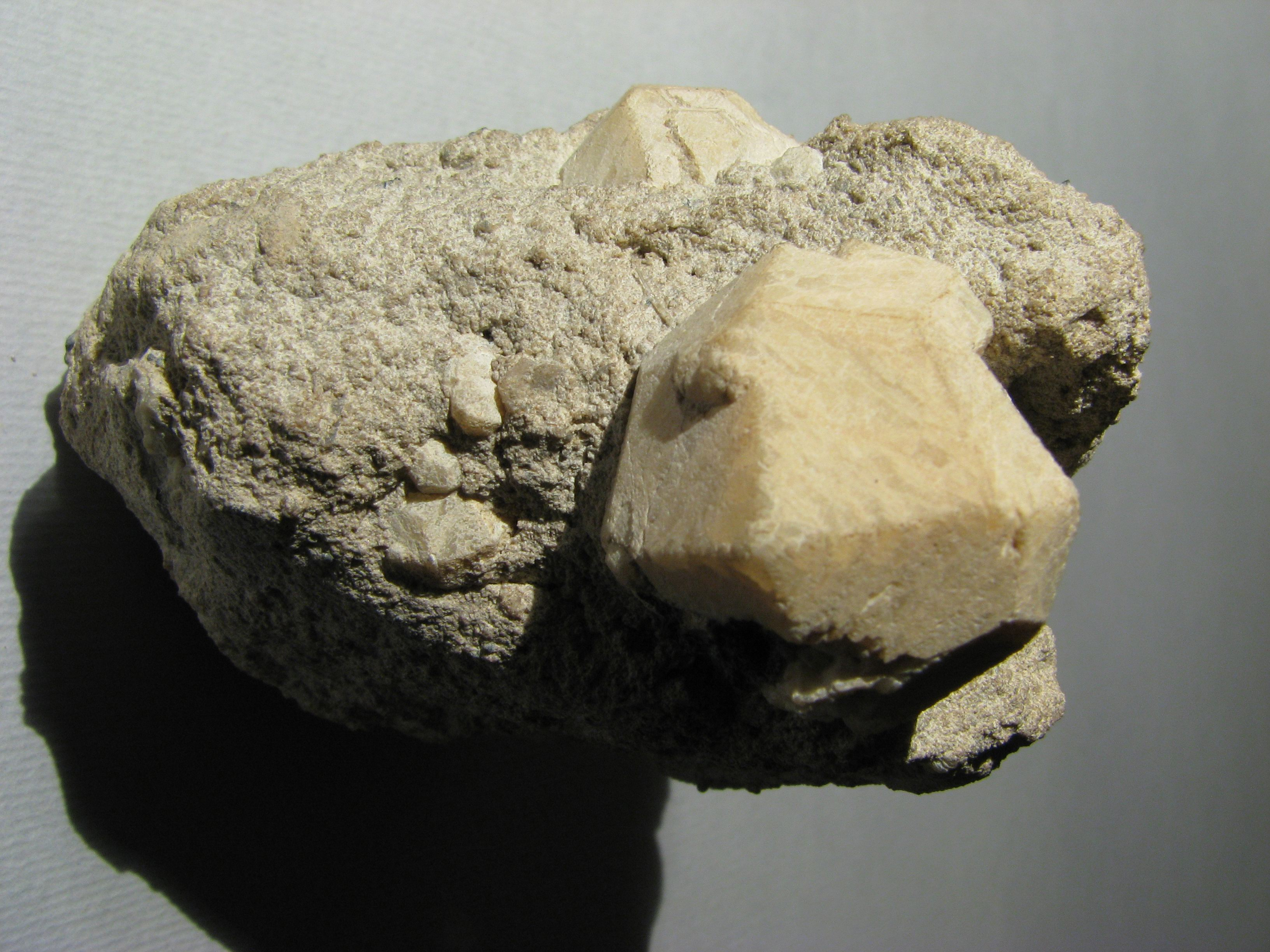
Leucit (ein Foid)
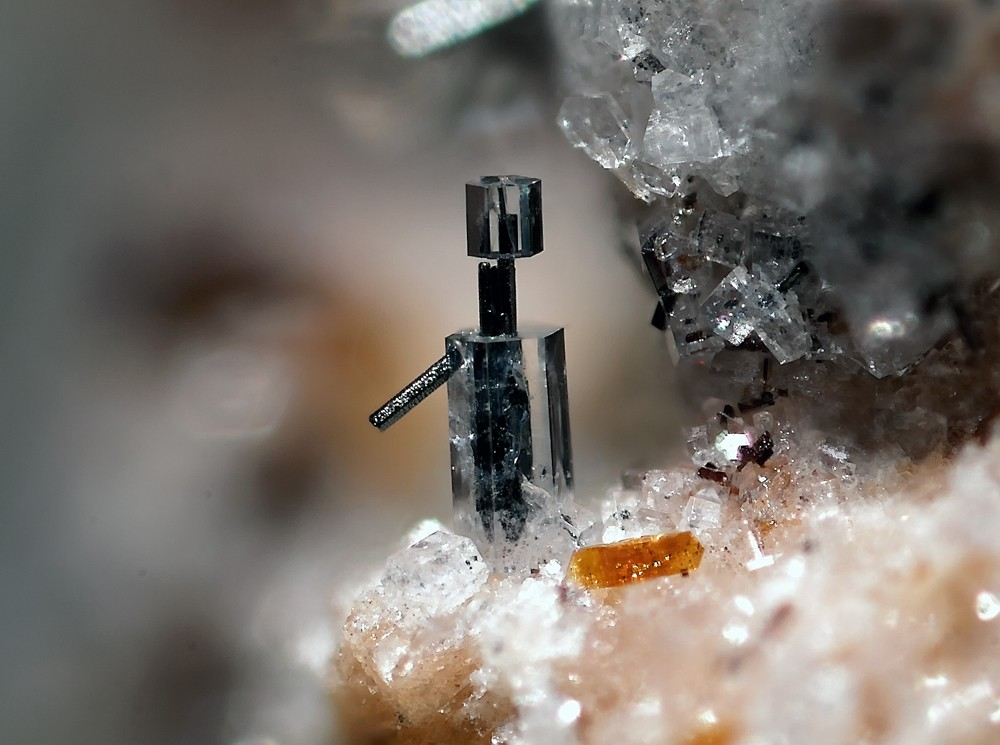
Nephelin (ein Foid)
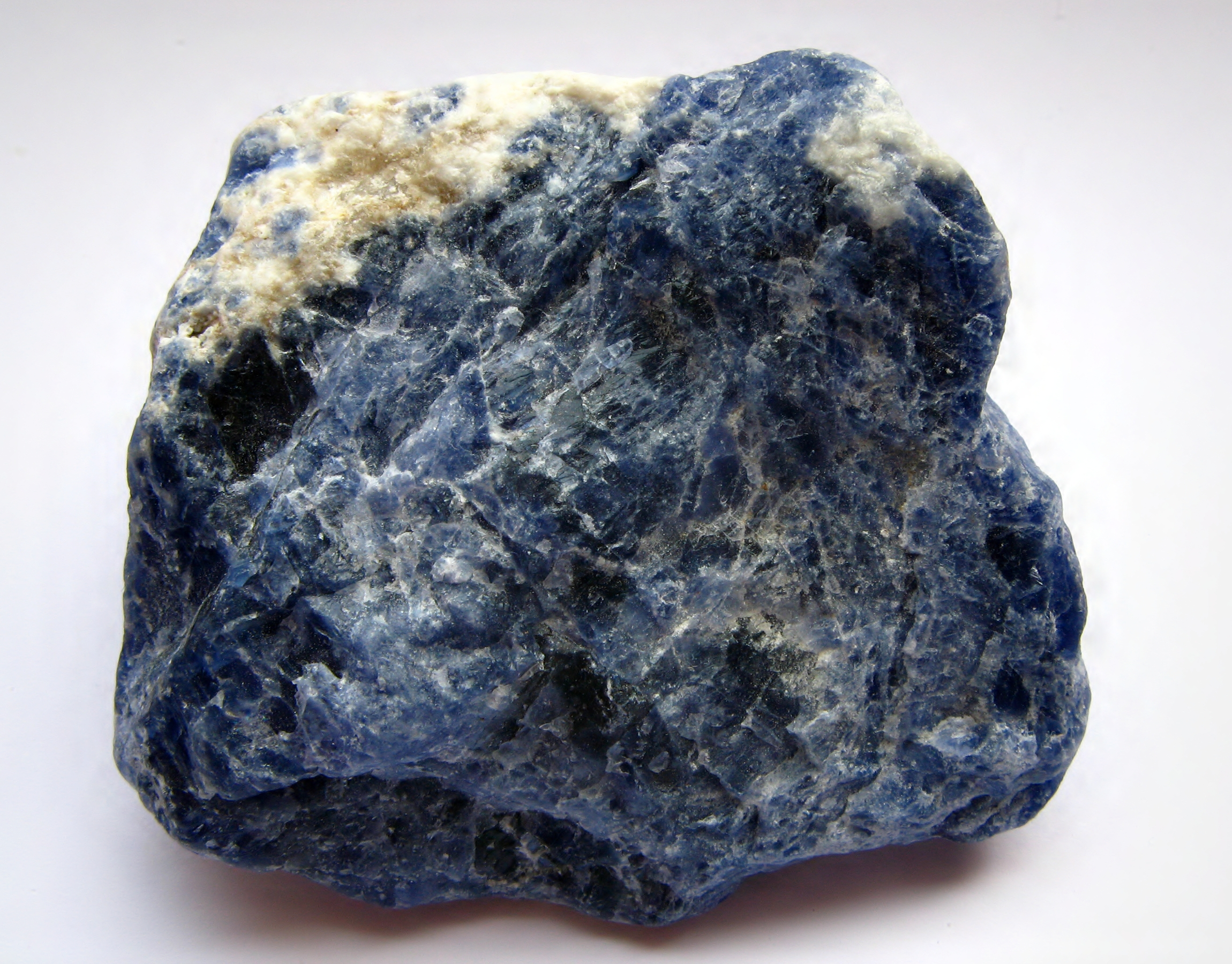
Sodalith (ein Foid)
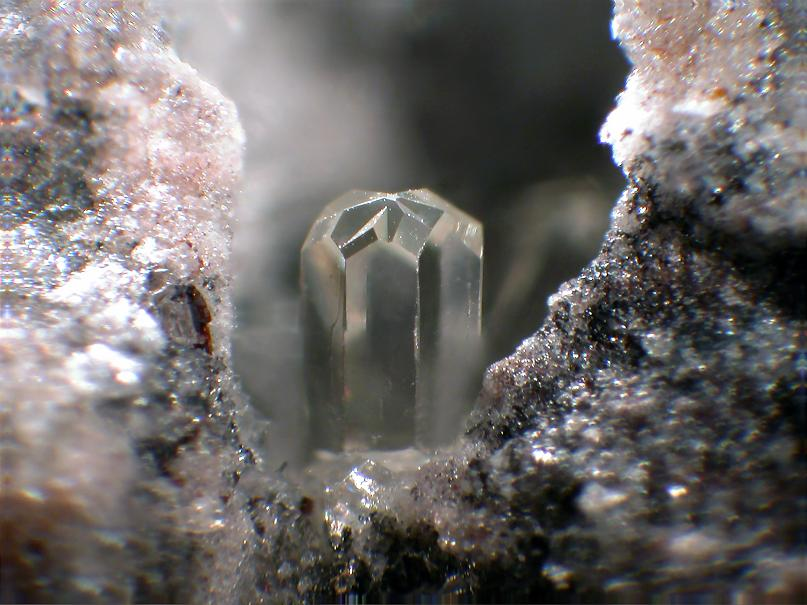
Nosean (ein Foid)
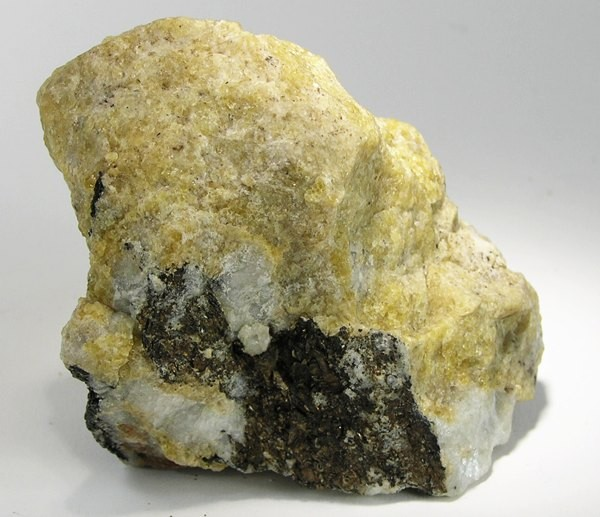
Cancrinit (ein Foid)
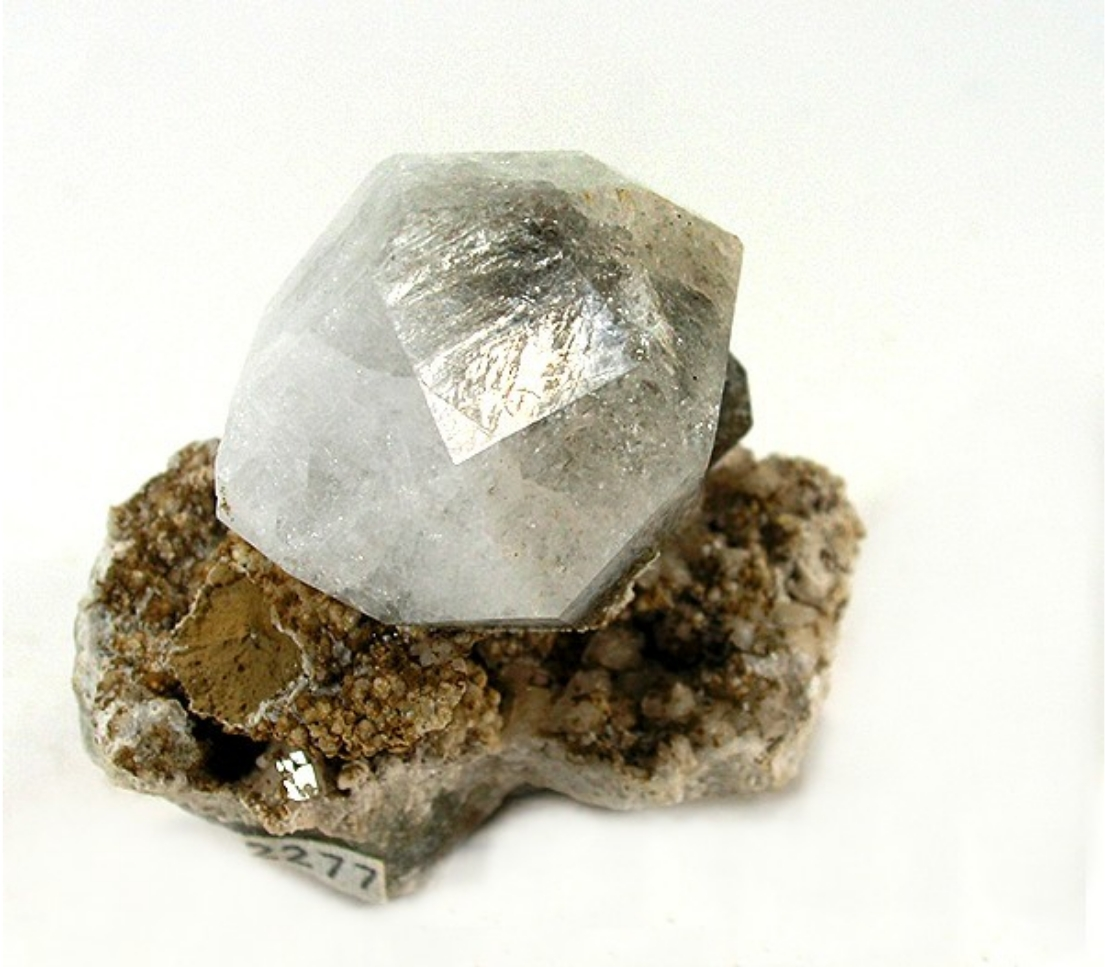
Analcim (ein Foid)